# Гервяты
Гервя́ты (бел. Гервяты, лит. Gervėčiai) — агрогородок в Островецком районе Гродненской области Беларуси. Административный центр Гервятского сельсовета. Расположен на левом берегу реки Лоша незадолго до её впадения в Ошмянку, в 25 км от города Островец, в 28 км от железнодорожной станции Гудогай, в 276 км от Гродно. Через Гервяты проходит местная автодорога Ворняны — Жодишки. Население — 563 человека (2014).

## История
В 1271 году деревней Германты владел князь Германт. Первое письменное упоминание о Гервятах датируется 1434 годом. 
В 1536 епископ виленский Ян основал здесь деревянный костел Святой Троицы. В 1563 году Гервяты упоминаются как местечко. Согласно административно-территориальной реформы (1565—1566 годов) местность вошла в состав Виленского уезда Виленского воеводства.
В результате третьего раздела Речи Посполитой (1795) Гервяты оказались в составе Российской империи, в Вильнюсском уезде Виленской губернии. По состоянию на 1796 в местечке было 49 дворов. 
В XIX — начале XX вв. Гервяты находились во владении рода Домейко. На 1885 год в местечке насчитывалось 20 дворов. 
В 1899—1903 годах здесь возвели каменную церковь Святой Троицы в неоготическом стиле, один из красивейших храмов в крае.
В Первую мировую войну в 1915 году Гервяты заняли немецкие войска. В 1920 году местечко оказалось в составе Срединной Литвы, в 1922 — в составе межвоенной Польской Республики, в Вильнюсском уезде Виленского воеводства.
В 1939 году Гервяты вошли в состав БССР, а 12 октября 1940 года Гервяты стали центром сельсовета Островецкого района. В это время статус поселения понизили до деревни.
С 25 декабря 1962 года по 6 января 1965 года Гервятский сельсовет входил в состав Сморгонского района. 
В 1970 году в селе было 132 двора, в 1993 — 200. В октябре 2005 Гервяты первыми в Гродненской области стали агрогородком.

## Население
- 1885 год — около 150 человек.
- 1970 год — 377 человек.
- 1993 год — 445 человек[5].
- 2006 год — 494 человека.
- 2014 год — 563 человека.

Одна из немногих деревень белорусской части Виленщины, где сохранился литовский язык, в деревне долгое время действовала литовскоязычная школа, проводятся церковные службы на литовском языке (наряду с белорусским и польским). В настоящее время литовский язык вышел из широкого употребления.

## Инфраструктура
На территории агрогородка имеются следующие учреждения социальной сферы:
- ГУО «Гервятская средняя  школа»
- ГУО «Гервятский детский сад»
- отделение связи
- филиал АСБ «Беларусбанк»
- УЗ «Гервятская амбулатория врача общей практики»

## Культура
- Дом культуры
- Историко-краеведческий музей «Вытокі» ГУО «Гервятская средняя школа»

## События и мероприятия
- В июне 1992 года состоялся «круглый стол» белорусских и литовских историков с целью уточнить некоторые вопросы общей истории двух народов[7]. (см. Дискуссия о Великом княжестве Литовском)
- 23 мая 2019 года Гервяты приняли эстафету огня II Европейских игр.

## Достопримечательность
Главная достопримечательность Гервят — католическая церковь Святой Троицы, которая согласно ряду опросов признана самым красивым костёлом Беларуси.
Также в агрогородке есть водяная мельница построенная в XIX веке, и военное кладбище Первой мировой войны.

### Памятник, скульптура
- Памятник В. И. Ленину
- Памятник землякам, погибшим в годы Великой Отечественной войны

## Галерея

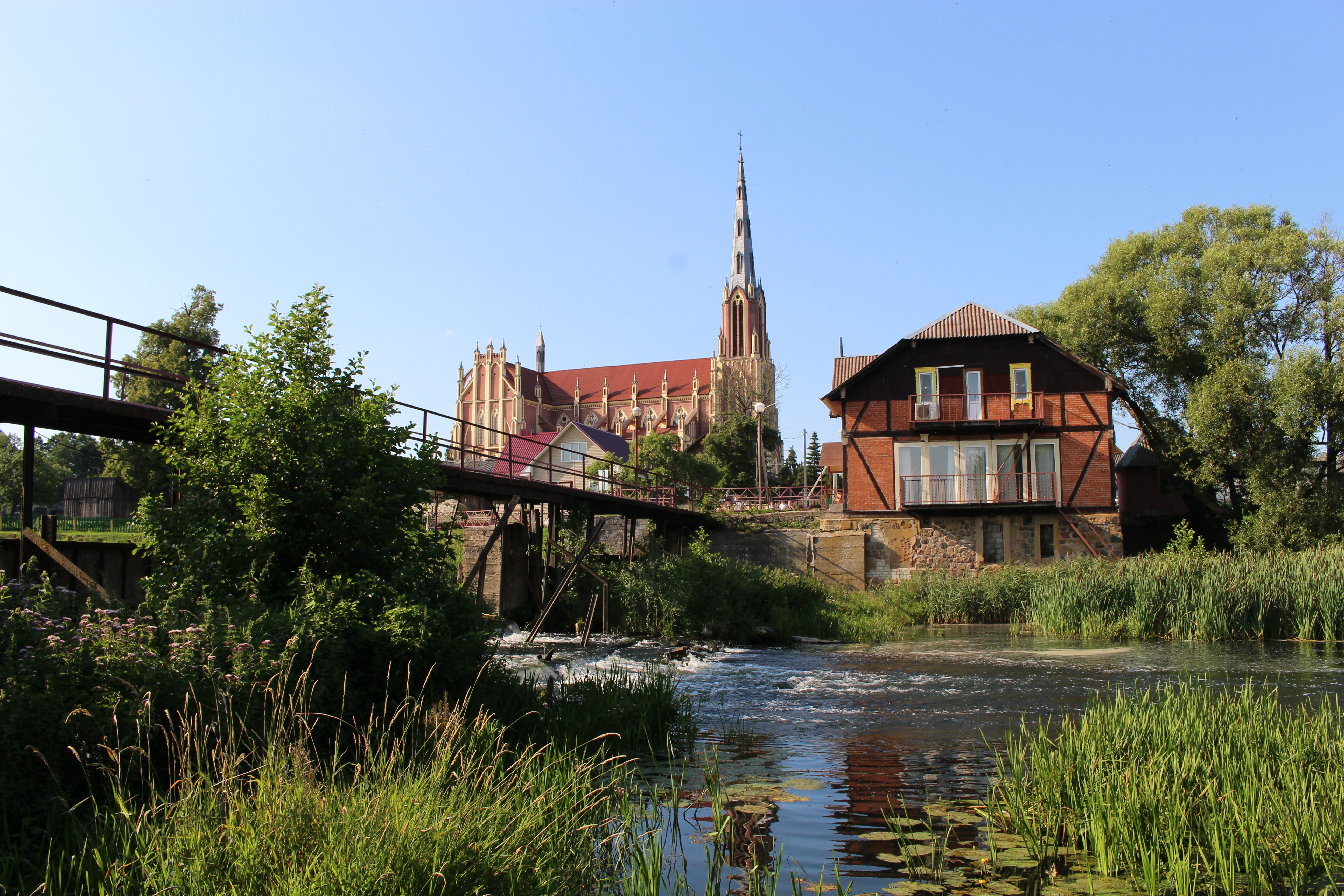
Церковь Святой Троицы и Водяная мельница
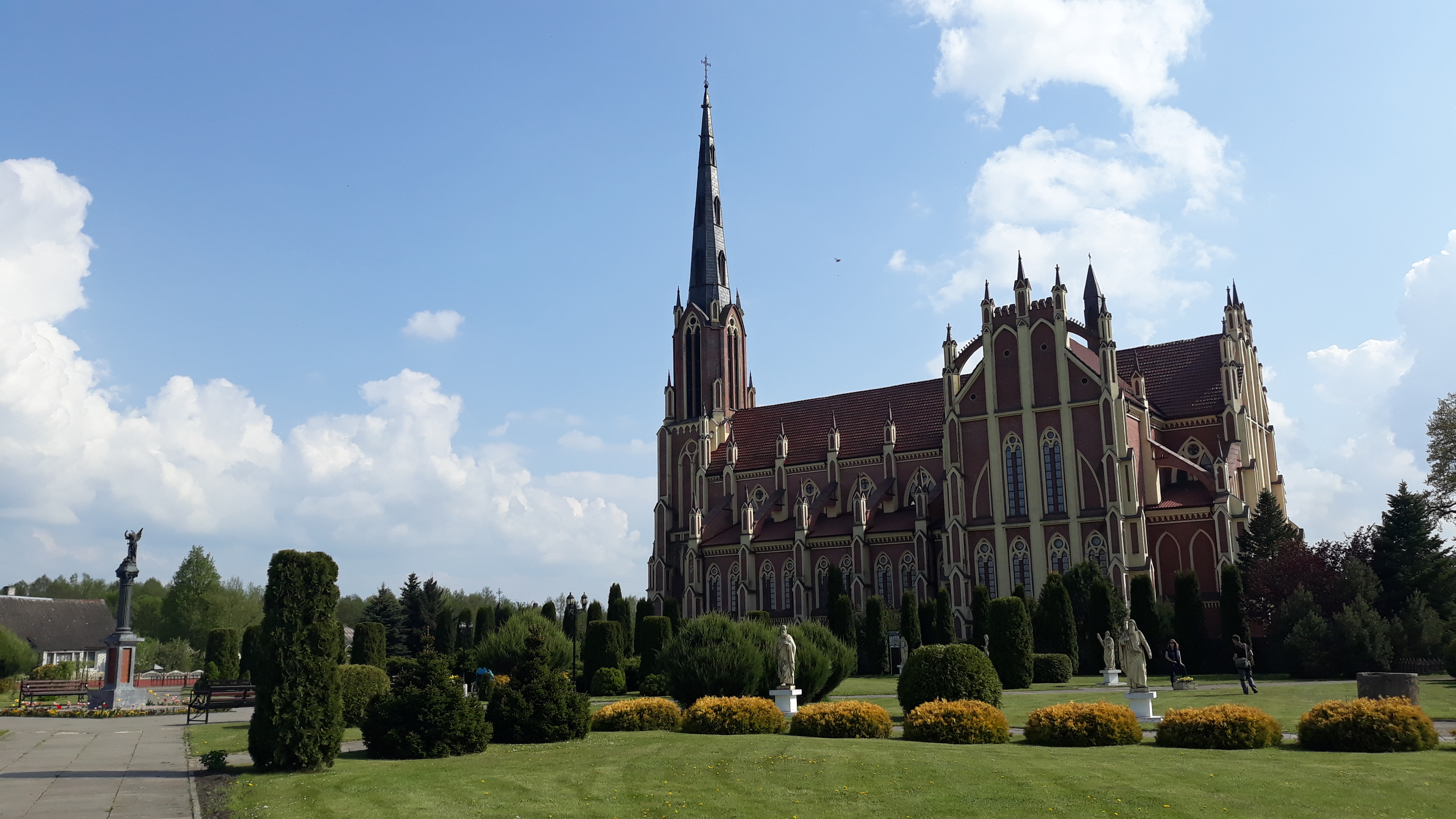
Церковь Святой Троицы
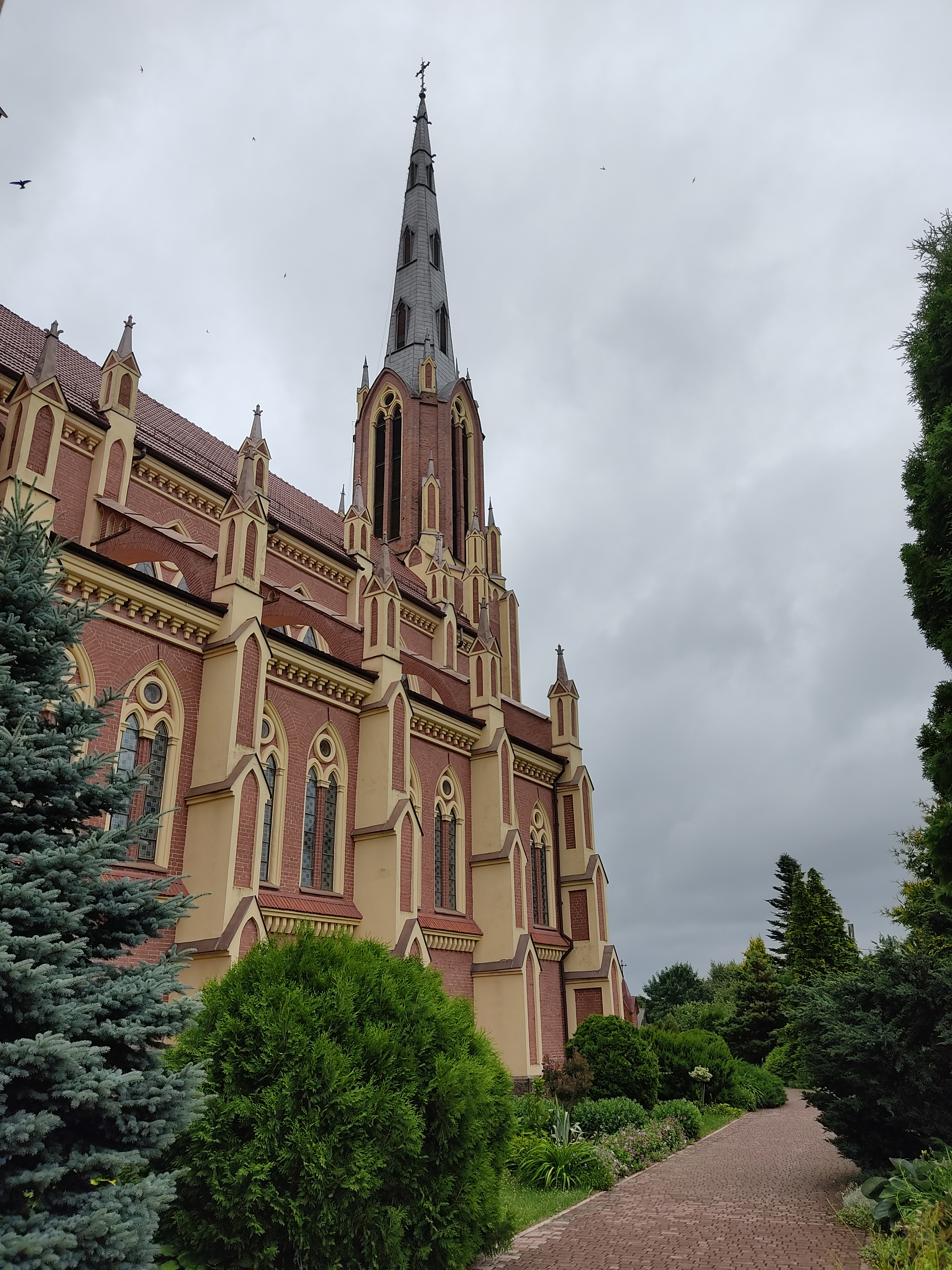
Церковь Святой Троицы
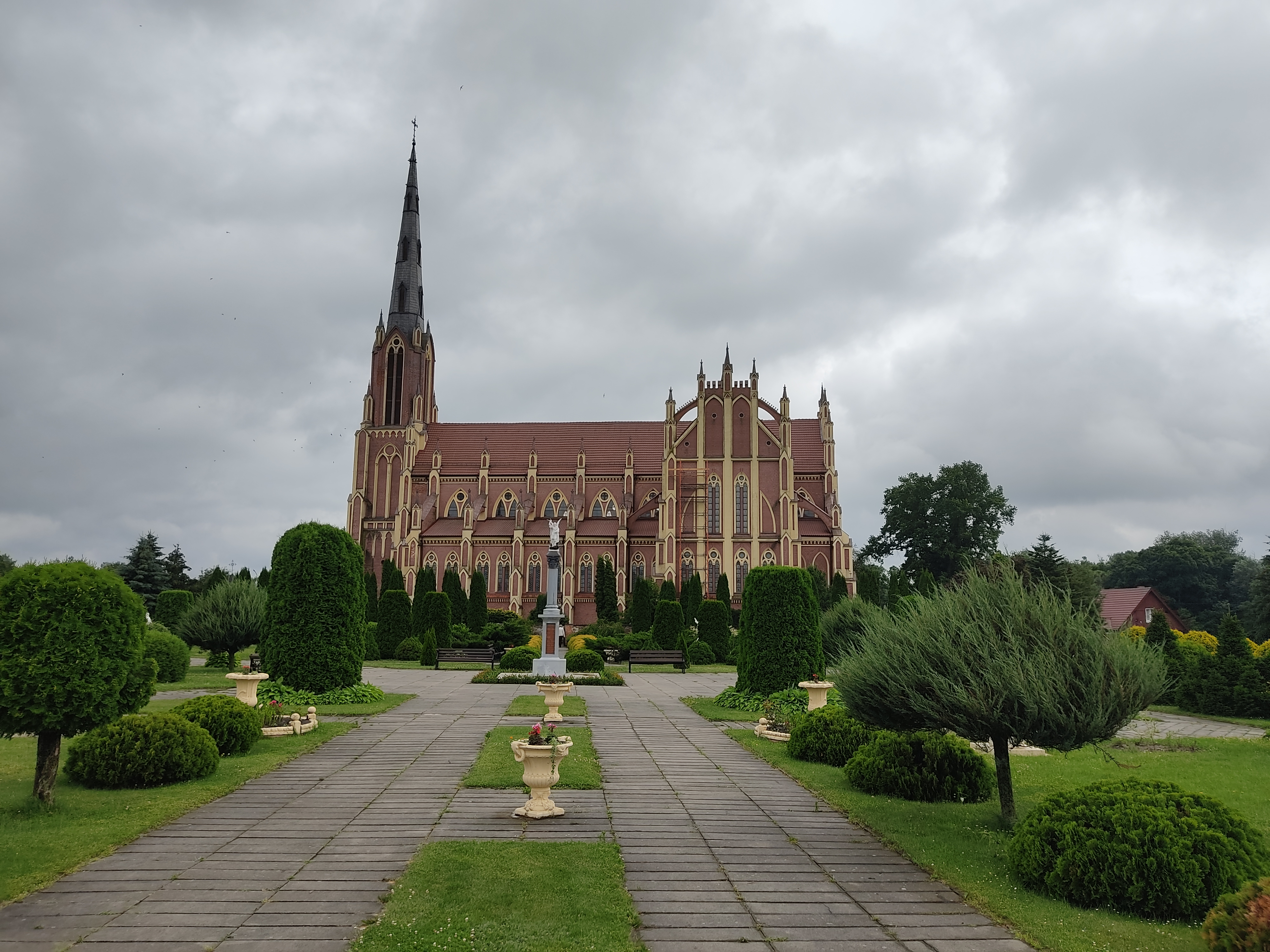
Церковь Святой Троицы
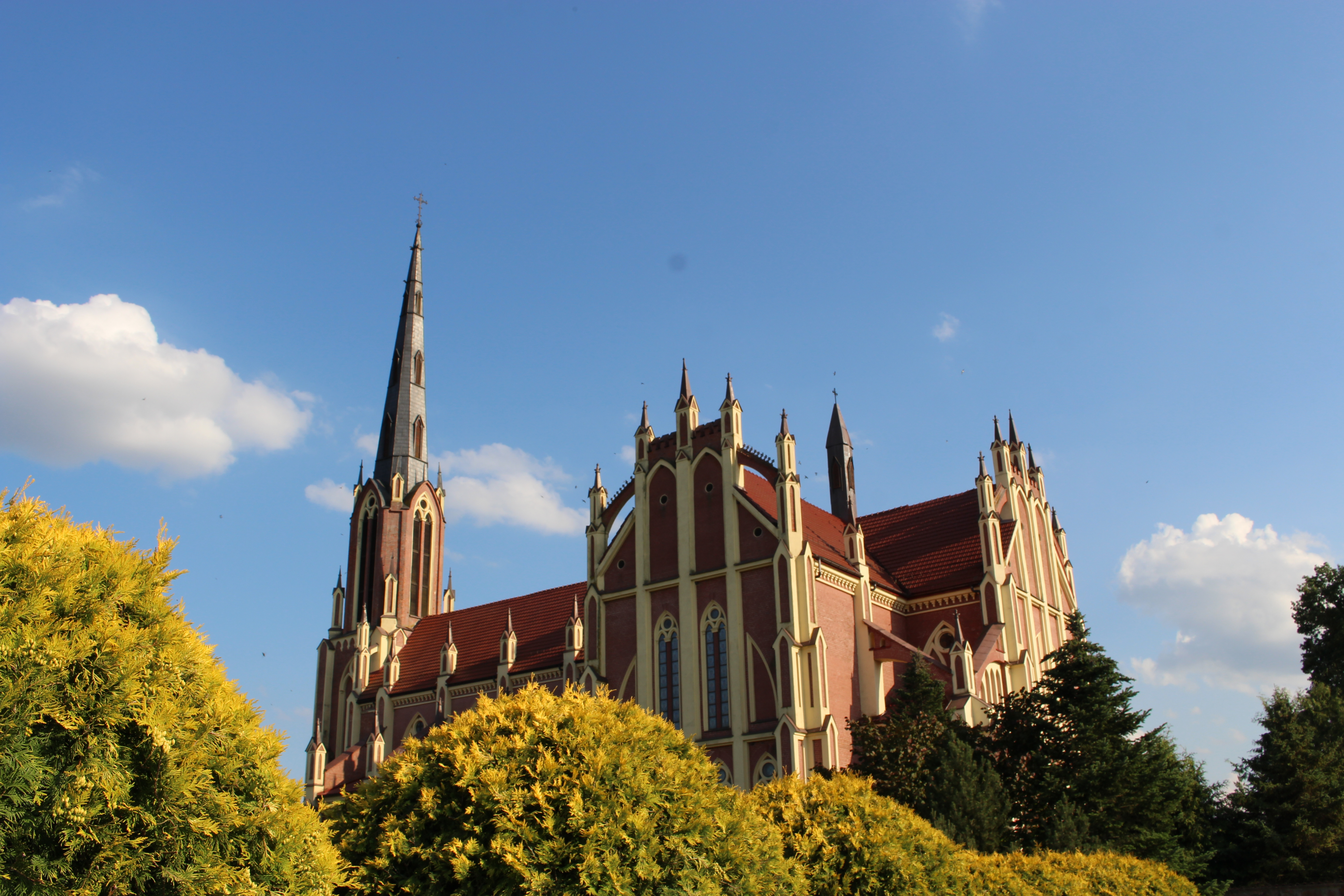
Церковь Святой Троицы
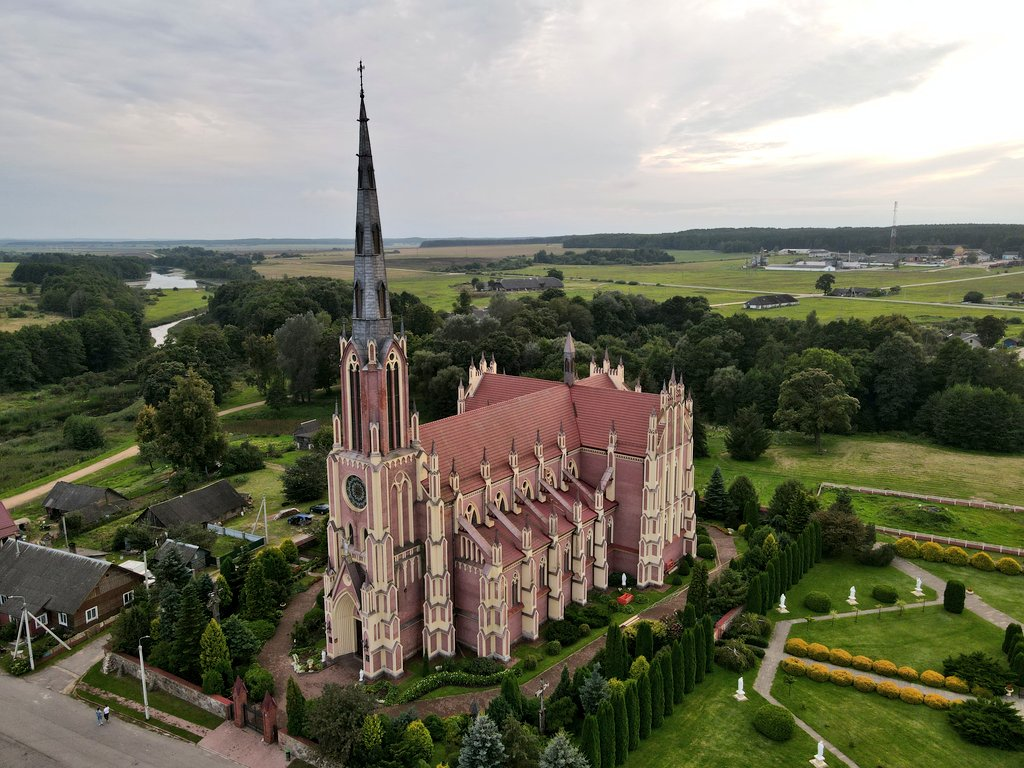
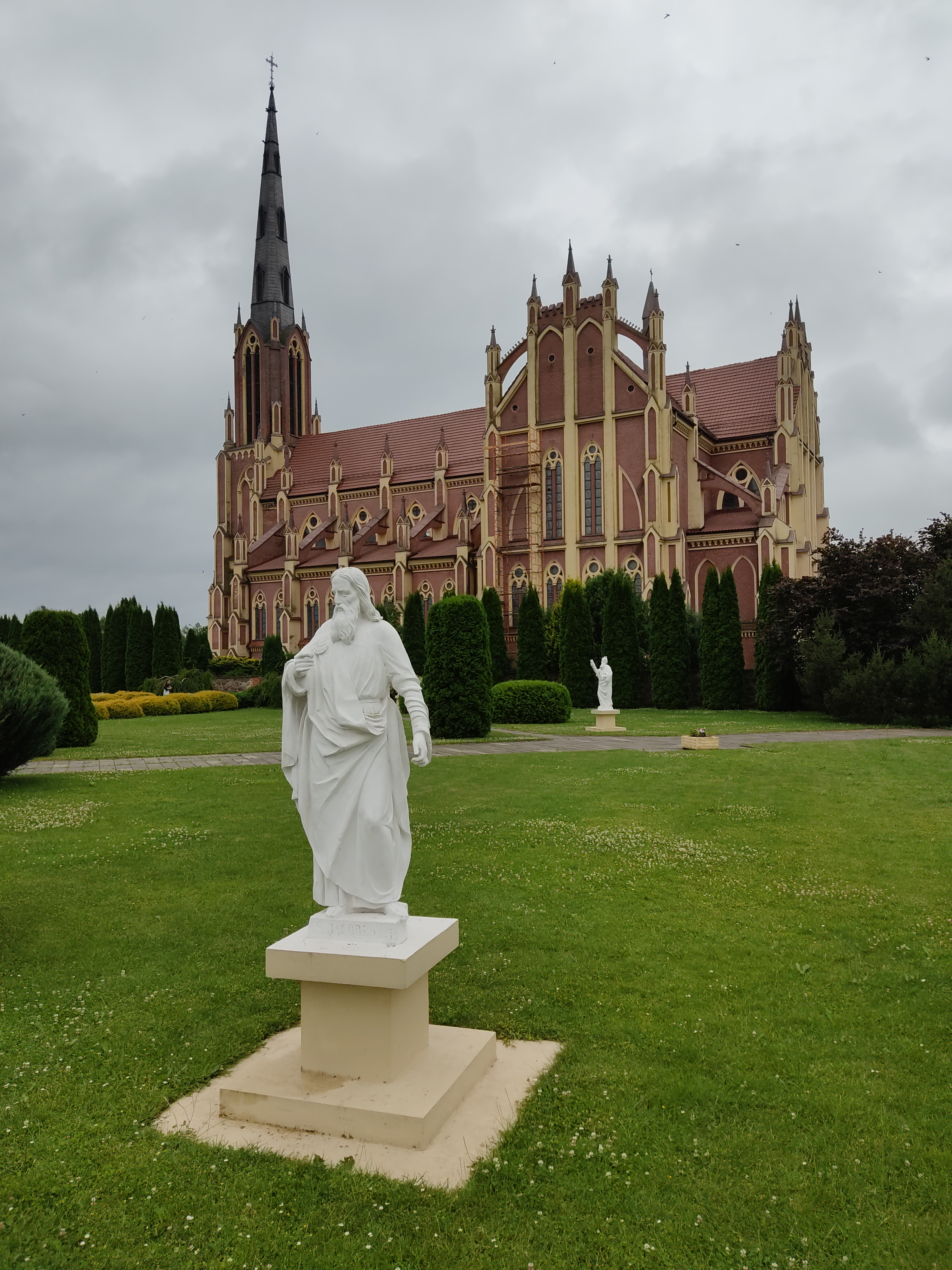
Церковь Святой Троицы
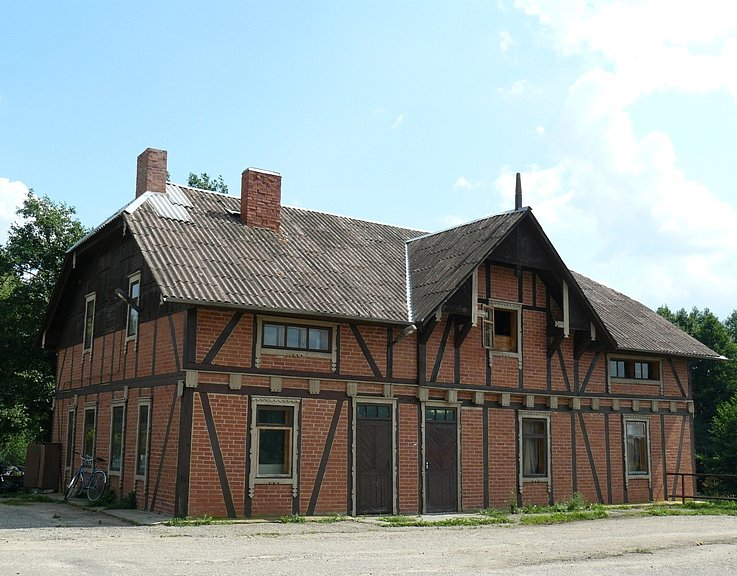
Водяная мельница
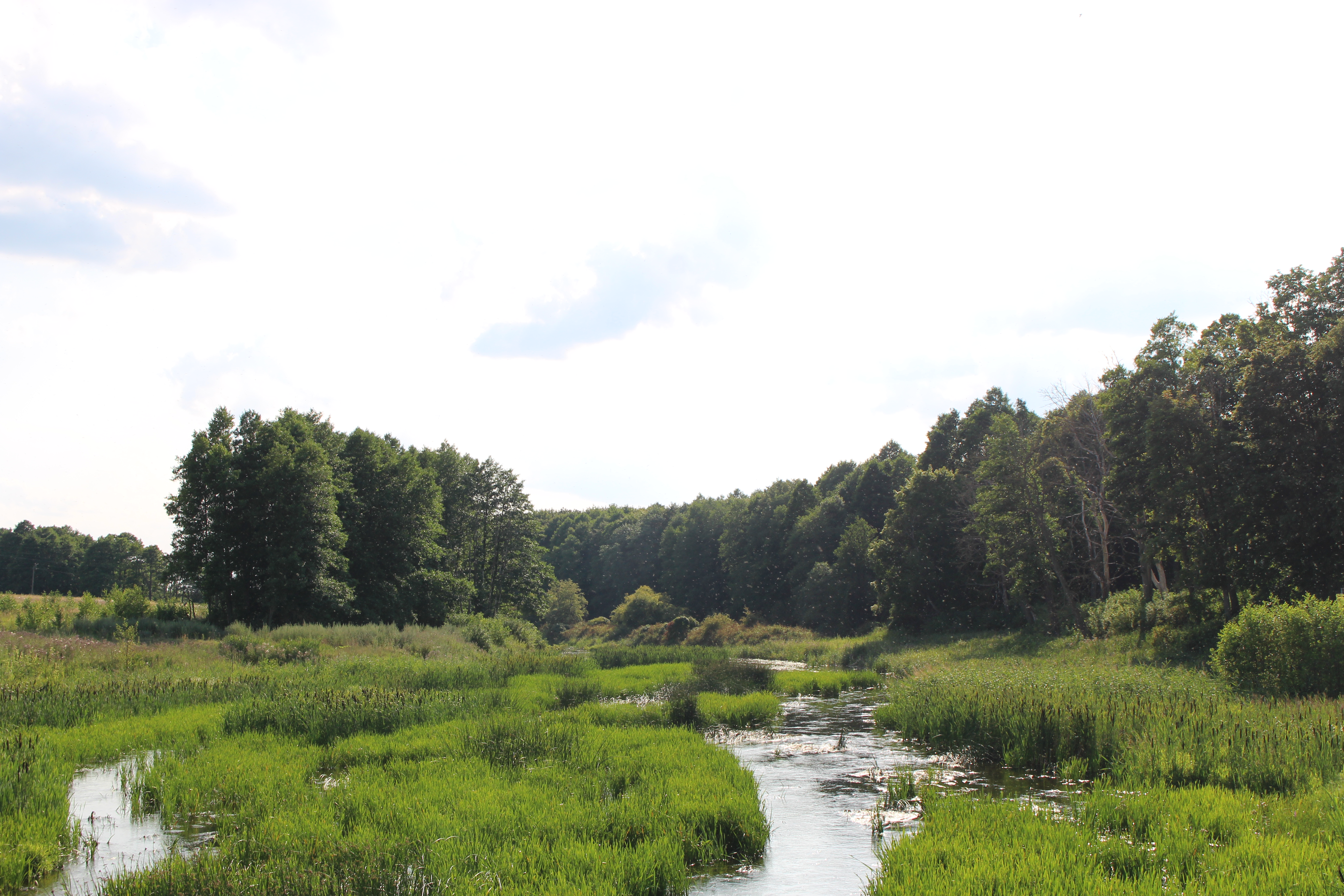
Река Лоша
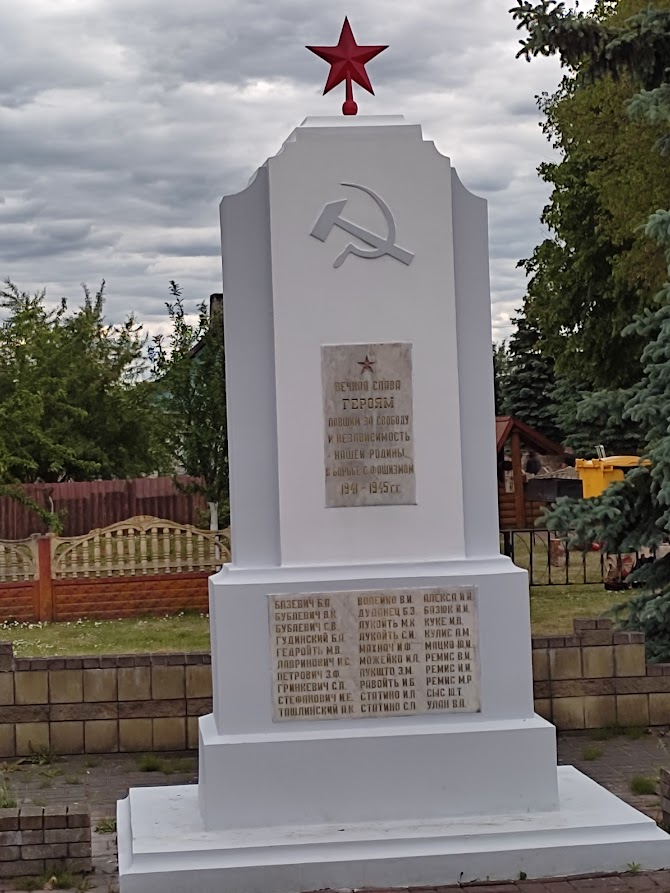
Памятник землякам, погибшим в годы Великой Отечественной войны